# エミール・ヒュンテン
エミール・ヒュンテン（Emil Johannes Hünten、1827年1月19日 - 1902年2月1日）はドイツの画家である。19世紀後半にプロイセン王国が多くの対外戦争をした時代に、アドルフ・メンツェルやヴィルヘルム・カンプハウゼン、ゲオルク・ブライプトロイらとプロイセンの側から多くの戦争画を描いた代表的な画家である。

## 略歴
パリで生まれた。父親はドイツ、コブレンツ出身の作曲家、フランツ・ヒュンテンである。パリ国立美術学校でイポリット・フランドランやオラース・ヴェルネに学んだ。1848年にアントウェルペン王立芸術学院に移り、フスタフ・ワッペルスやダイクマン(Josephus Laurentius Dyckmans)に学び、1851年からデュッセルドルフ美術アカデミーで歴史画家、ユリウス・レッシングや戦争画を描いたヴィルヘルム・カンプハウゼンに学んだ。ヒュンテンも歴史画や戦争画を描くようになり、フリードリヒ大王を題材に歴史画を描き、戦争画に転じた。
当時、プロイセンの皇太子だった後のドイツ皇帝、フリードリヒ3世に気に入られ、招待されて、1864年からのデンマークとの間の第二次シュレースヴィヒ＝ホルシュタイン戦争に向かう陸軍に従軍することができ、さらに2年後の普墺戦争や後の普仏戦争を観戦することができた。
当時の有名な人物から絵の注文を受け、ドイツ宰相オットー・フォン・ビスマルクからも普仏戦争の「グラヴロットの戦い」の場面を描いた絵の注文を受けた。1870年代にベルリンやウィーンの展覧会で入選し、1878年にベルリン芸術アカデミーの会員に選ばれた。

## 作品

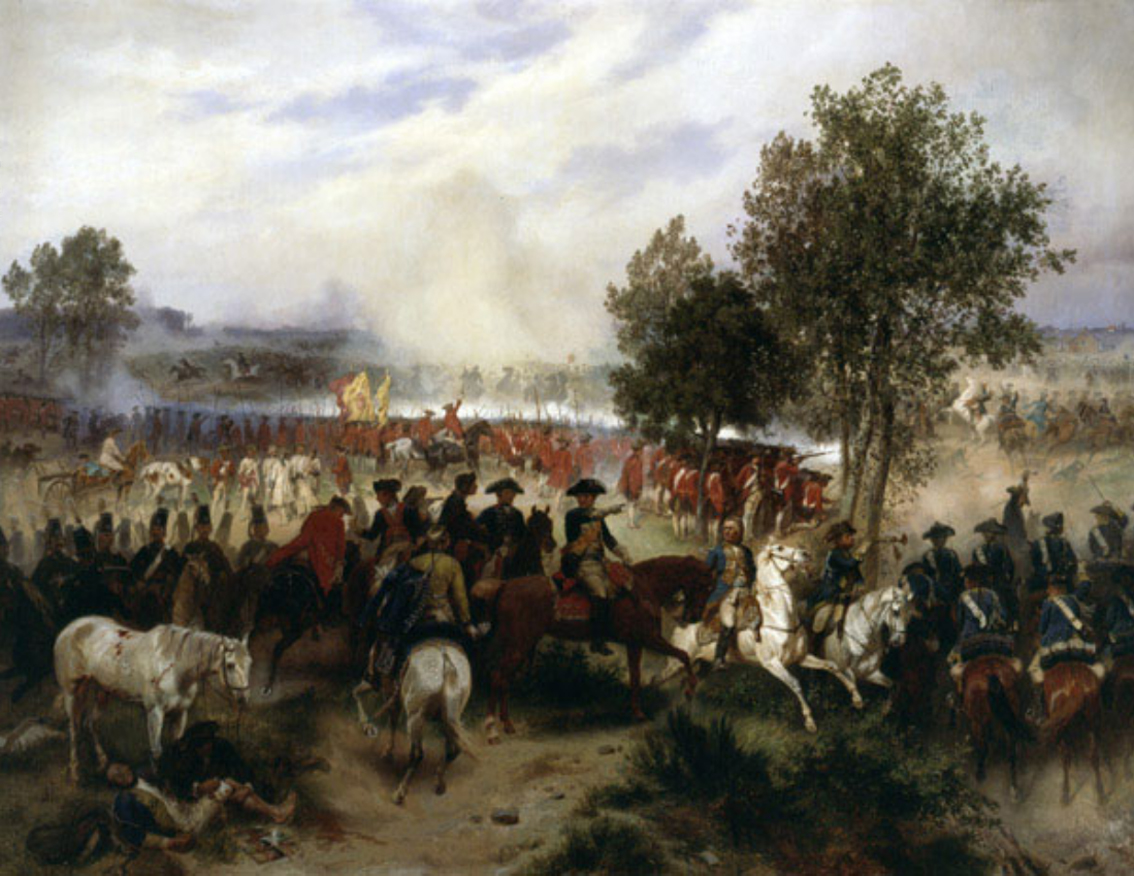
「クレーフェルトの戦い」(1860年)
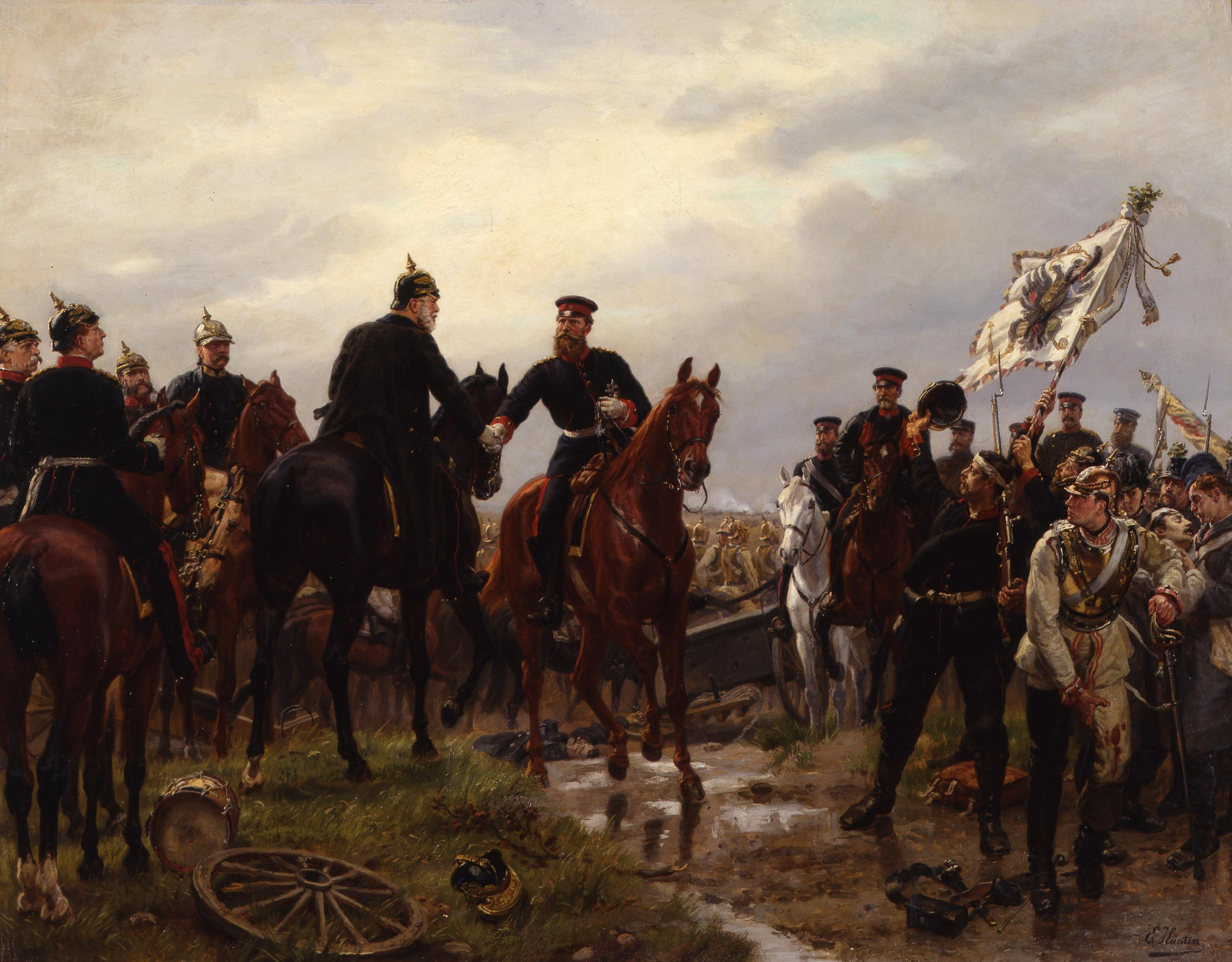
「ケーニヒグラーツの戦い」(1886年)
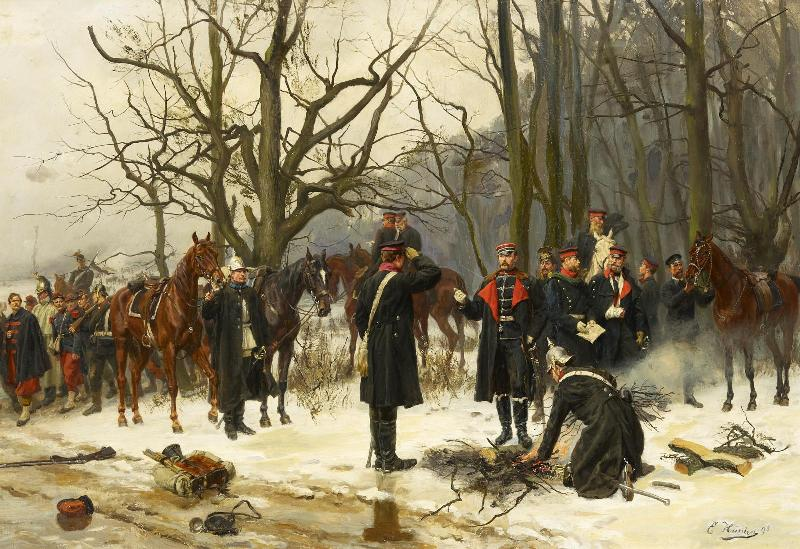
オルレアンの戦いの前のフリードリヒ・カール・フォン・プロイセン(1895)

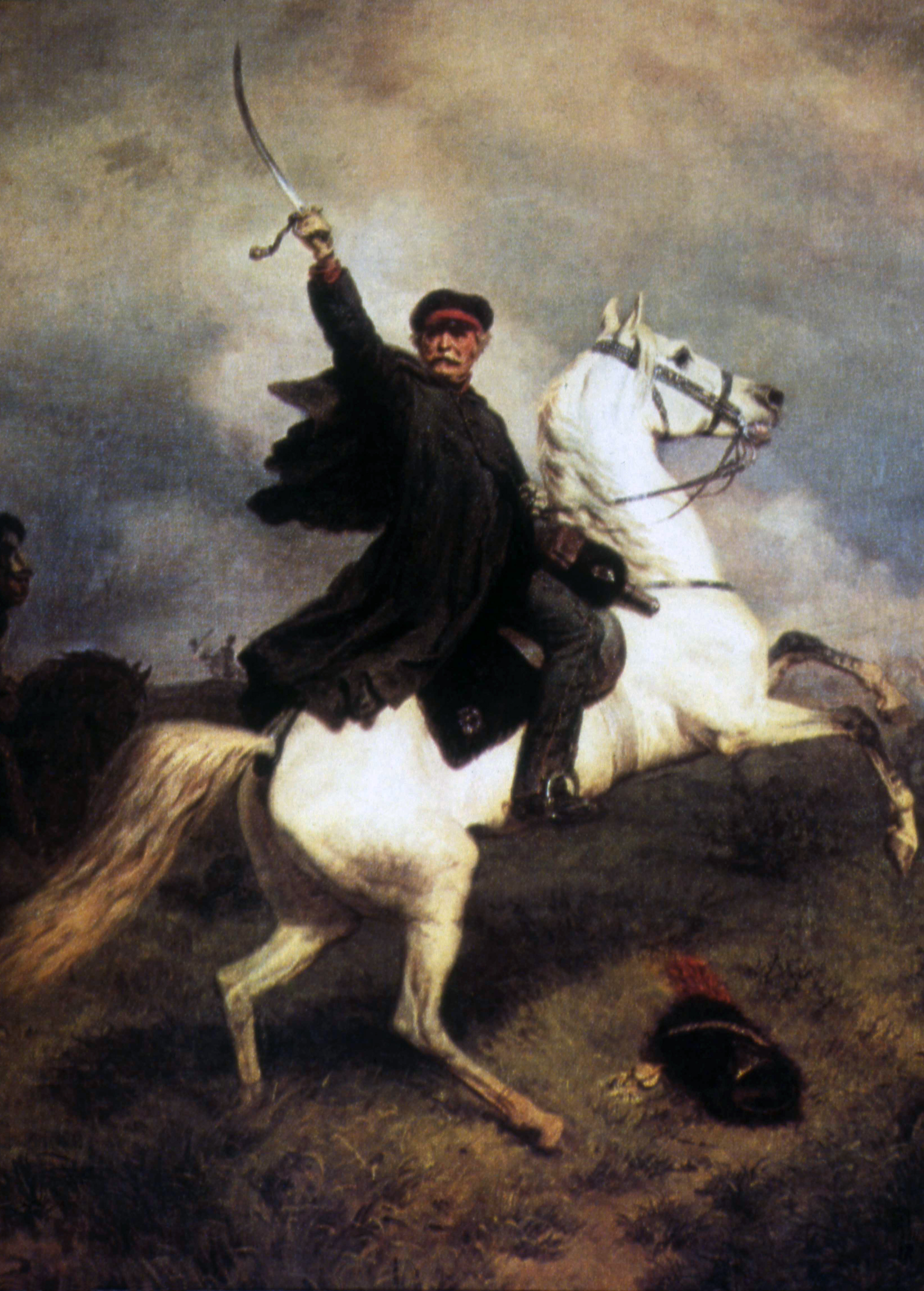
"Marshall Forwards" (1863)
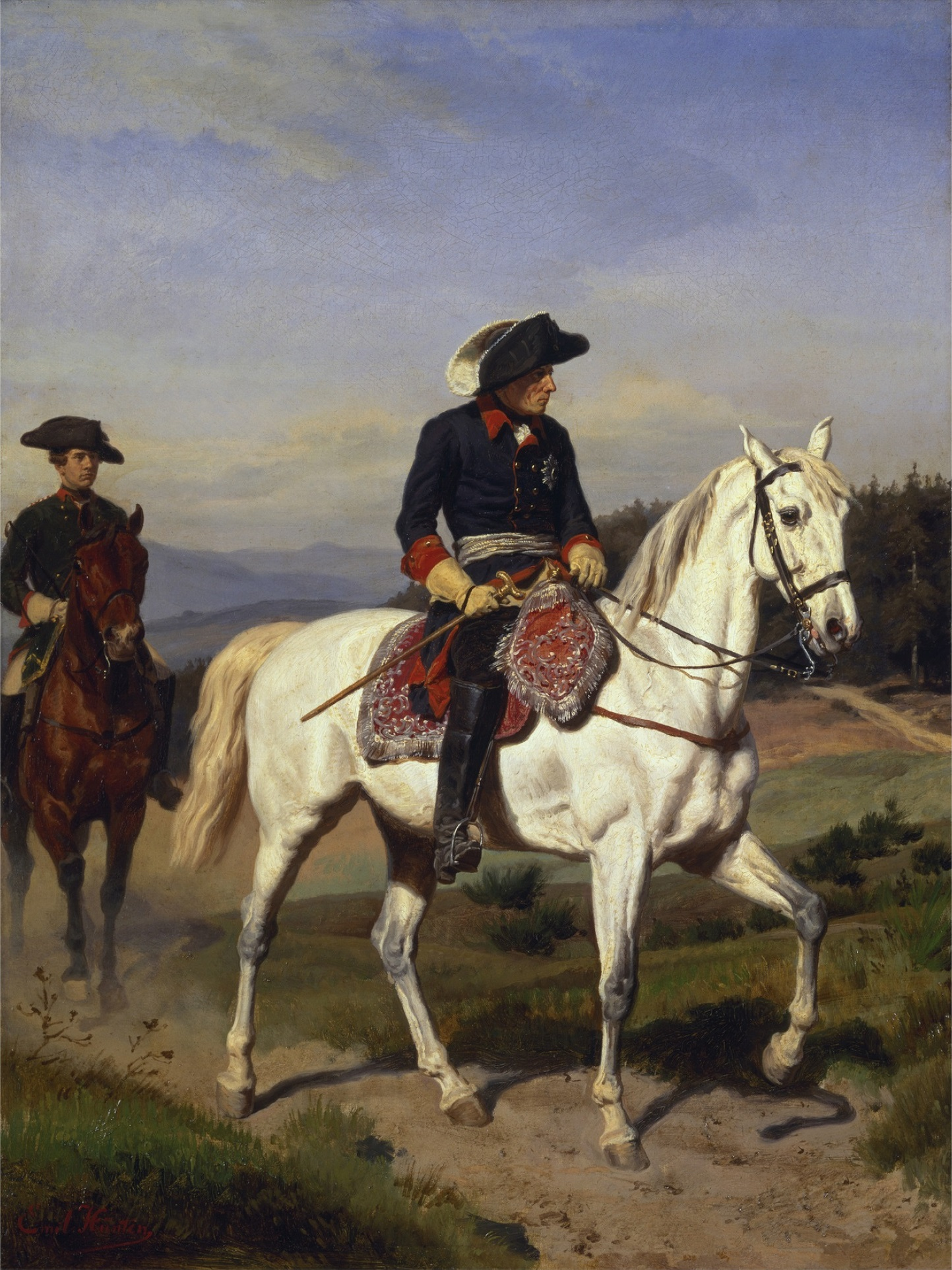
フリードリヒ2世 (1865)
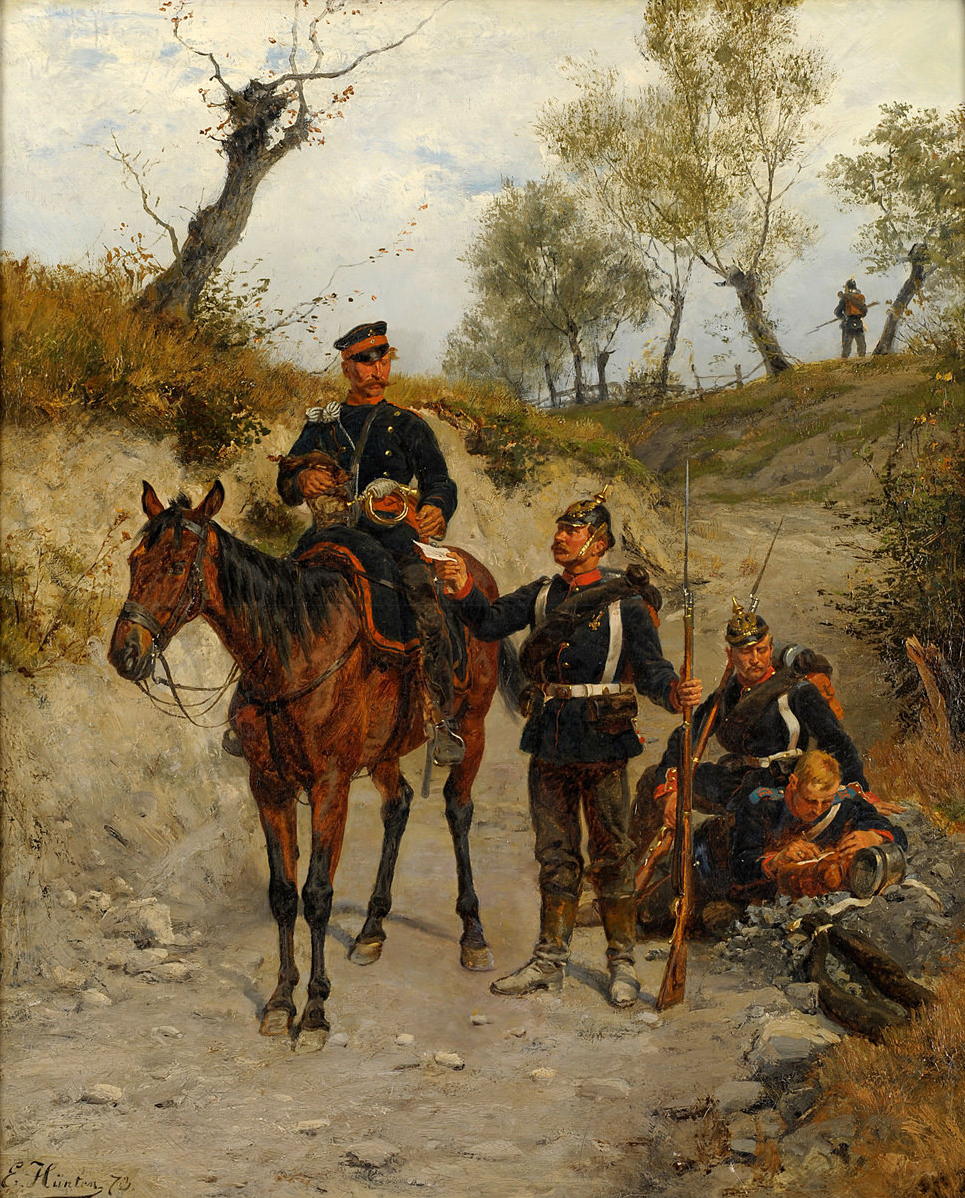
「軍事郵便」(1873)
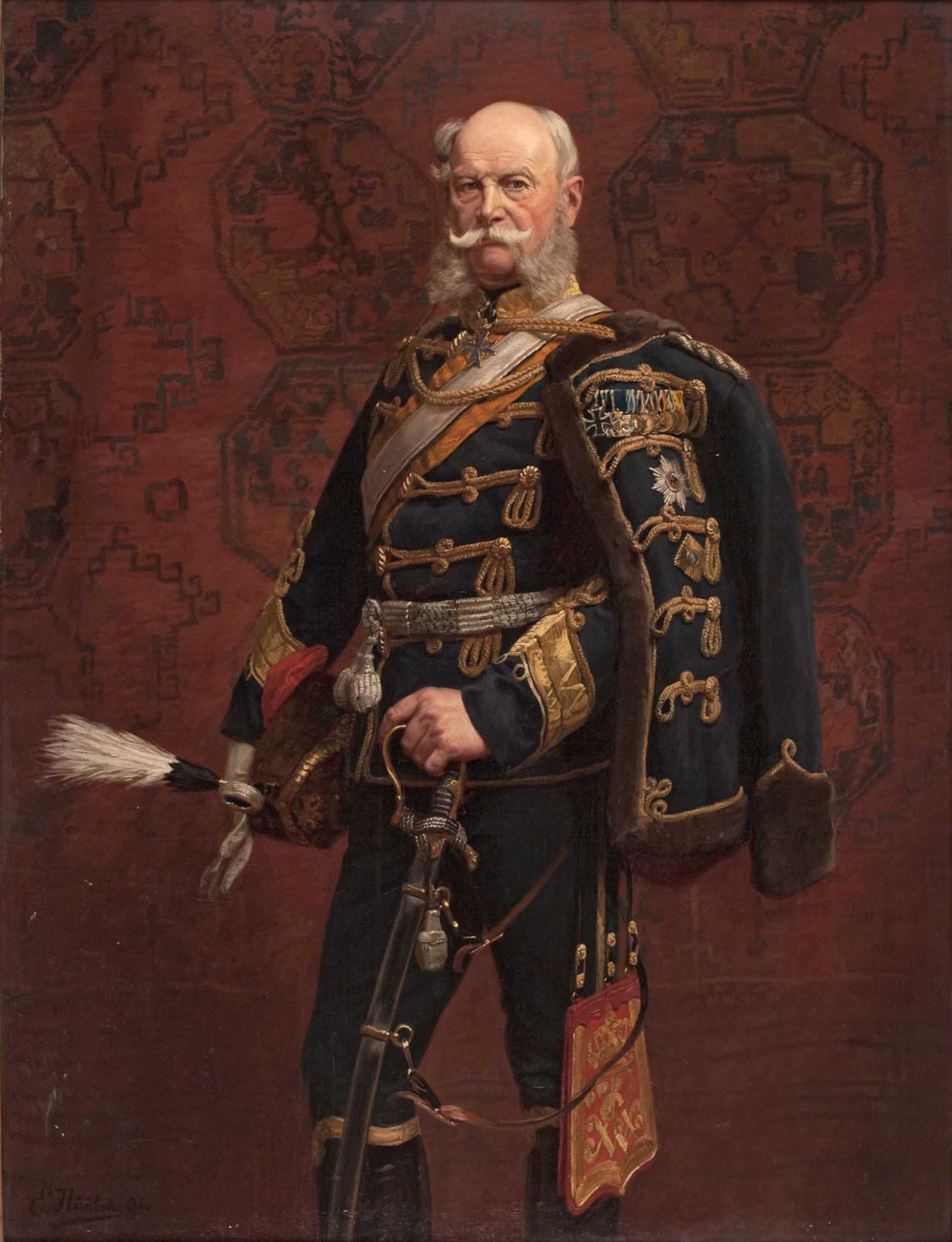
皇帝ヴィルヘルム1世